# Cleomàcies
Les cleomàcies (Cleomaceae) són una família de plantes angiospermes de l'ordre de les brassicals (Brassicales), dins del clade de les màlvides, un subclade de les ròsides. Conté més de 220 espècies, agrupades en dos gèneres. És una família cosmopolita que inclou espècies natives de les zones tropicals i subtropicals d'arreu el món.

## Taxonomia
Aquesta família va ser descrita per primer cop l'any 1825, sota el nom de Cleomeae, al segon volum de l'obra O přirozenosti rostlin aneb rostlinář, obsahugjcj popsánj a wyobrazenj rostlin podlé řádů přirozených zpořádané, s zewrubným wyznamenánjm wlastnostj, užitečnosti a škodliwosti, obzwlástě wywodin a zlodin, spůsobu wydobýwánj, poslednjch dobroty a porušenosti neygistěgšjho poznánj a zkaušenj, též spůsobu užitecných sázenj chowánj a rozmnožwánj. Ustanowený pro lékaře, hogiče, hospodáře, umělce, řemeslnjky a wychowatele pels botànics Friedrich von Berchtold (1781 – 1876) i Jan Svatopluk Presl (1791 – 1849).

### Gèneres
Dins d'aquesta família es reconeixen els dos gèneres següents:
- Cleome L.
- Cleomella DC.